# Шошева, Наталья Дмитриевна
Наталья Дмитриевна Шошева (молд. Natalia Șoșeva; род. 3 июня 1964, Джолтай, Молдавская ССР, СССР) — молдавский политик и фармацевт, депутат Народного Собрания Гагаузии (2003—2021) как независимый кандидат от села Джолтая, председатель Чадыр-Лунгского района (с 18 марта 2022).

## Биография
Родилась 3 июня 1964 года в селе Джолтай Чадыр-Лунгского района. До прихода в политику работала врачом и фармацевтом. Возглавляла фармацевтическую компанию «Farmacon», расположенную в Гагаузии. Также владеет несколькими объектами недвижимости.
Была избрана в Народное Собрание Гагаузии на выборах 2003 года, представляя село Джолтай как независимый кандидат. После своего избрания отказалась от владения компанией «Farmacon». Была переизбрана на выборах 2008, 2012 и 2016 годов, получив 459 голосов (55%), 503 голоса (54%), и 502 голоса (61%) соответственно. С 20 января по 10 ноября 2017 года занимала пост вице-спикера, ранее была председателем Комитета по здравоохранению и социальным вопросам.
Во время своего пребывания в должности выступала за участие женщин в политике. На форуме 2015 года, организованном Программой развития ООН в Комрате, она рассказала о дискриминации, с которой столкнулась при занятии политикой, заявив, что «около 50 человек позвонили мне лично и сказали, что не могут голосовать за мою кандидатуру, хотя они уверяли меня что они уважают и меня, и мою семью. Они сказали, что не могут голосовать за меня только потому, что я женщина». Была единственной женщиной, избранной в собрание в 2012 году.
Выступала против приостановления Координационным советом Молдавии по телевидению телевизионной лицензии «России 24» и предложила Гагаузии создать собственную лицензионную комиссию. Также была сторонницей строительства нового медицинского центра в Джолтае. В 2021 году поддержала спорную резолюцию по бюджету того года, которая не включала финансовые положения для Джолтая, в результате чего село осталось без денег на уличное освещение, строительство и школьное питание. Баллотировалась на переизбрание на выборах в законодательные органы Гагаузии 2021 года, но потерпела поражение от независимого кандидата Николая Андрушоя, получив 278 голосов (35%) по сравнению с 447 голосами Андрушоя (56%).
18 марта 2022 года была назначена председателем Чадыр-Лунгского района по инициативе башкана Гагаузии Ирины Влах.